# Dejan Nemec
Dejan Nemec, slovenski nogometaš, * 1. marec 1977, Murska Sobota.
Nemec je bil na Evropskem prvenstvu 2000 in na Svetovnem prvenstvu 2002 rezervni vratar Slovenije. Za reprezentanco je zaigral leta 2002 na tekmi proti Hondurasu.

### Nastopi za reprezentanco
| # | Datum            | Tekma    | Nasprotnik | Rezultat | Njegovi zadetki | Igralni čas | Vrsta tekme        |
| - | ---------------- | -------- | ---------- | -------- | --------------- | ----------- | ------------------ |
| 1 | 2. december 2002 | Hongkong | Honduras   | 1-5      | 0               | 45'         | Prijateljska tekma |